# Sankt Mikaels kyrka, Lund
Sankt Mikaels kyrka var en katolsk kyrka i Lund, som låg där nu Stora Sigridsgatan i östra delen av det ursprungliga kvarteret Sankt Mikael ligger. Möjligen fanns där först en träkyrka från 1000-talet, innan en kyrka i sten byggdes.
Kyrkan var helgad åt ärkeängeln Sankt Mikael, den ängel som anses ha stått närmast Gud. Uppenbarelseboken i Nya Testamentet beskriver hur han besegrar Djävulen, som uppträder i skepnad av en drake.
Kvarteret ägdes under medeltiden av Dominikanerkonventet i Lund och Sankt Mikaels kyrka gränsade till detta. Kyrkan låg där Stora Sigridsgatan nu ligger, och medeltida gravar samt grundmuren till Sankt Mikaels kyrka påträffades vid schaktningar av Kulturen 2017.
Till kyrkan ledde ett "gångsträt" söderifrån öster om Svartbrödramuren, vilket rådet i Lund 1547 gav tillåtelse till dåvarande hyresgästen på tomt nummer 103:2 (nuvarande Sankt Mikael 6), skrivaren på Lundagård Sören Pedersen, att inhägna till sin gård.
Delar av kyrkogården undersöktes arkeologiskt 1910 och 1927, men det var först i oktober 2017 som delar av kyrkans grundmur hittades i samband med grävningsarbete i östra delen av Stora Sigridsgatan. Kyrkans grundmur var 1,2 meter bred och kyrkan kan ha varit 16 meter lång och 8 meter bred. Troligen hade den rektangulärt långhus och kor som andra romanska kyrkor i början av medeltiden. Vid något tillfälle har kyrkan troligen fått ett torn eller en fristående klockstapel, för 1441 nämns det i en skriftlig källa att en klockgjutare i Lund sålt en klocka till Sankt Mikaels kyrka. 
År 1968, inför en tillbyggnad av Folkets hus i Lund, hittades en sten, daterad till mitten av 1100-talet, med en bild som föreställer ärkeängeln Mikaels kamp med draken. Den kan ha varit ett tympanon, som suttit ovanför porten till Sankt Mikaels kyrka.